# Susanne Gärtner
Susanne Maria Gärtner (Marne, 14 agosto 1974) è un'attrice tedesca.

## Biografia
È laureata in lingua e letteratura tedesca. Prima di intraprendere la carriera cinematografica, lavora all'UNESCO, Organizzazione delle Nazioni Unite per l'Educazione, la Scienza e la Cultura; in seguito sceglie un'altra strada, assecondando la passione per l'arte della recitazione e studiando a tempo pieno per diventare attrice. Dal 2005 al 2007 è la protagonista, su ZDF, della soap La strada per la felicità, interpretando Julia Gravenberg. Ritorna sul set nel 2008 come guest star, con Roman Rossa e Lucie Muhr.
Il 27 novembre 2007 nasce il figlio Arthur Callum.

## Filmografia

### Teatro
- Saints and Singing, regia di Robert Wilson (1998)
- Kebale und Liebe (1998)
- Kuss des Vergessens, regia di Matthias Hartmann (1998)
- Glaube, Liebe, Hoffnung, regia di Peter Palitzsch (1999)
- Maß für Maß, regia di Volker Schmalöer (1999)
- Der Narr und seine Frau, regia di Matthias Hartmann (2000)
- Andorra, regia di Gerald Fiedler (2003)

### Televisione
- Der Feuerteufel - Flammen des Todes, regia di Curt M. Faudon (1999)
- Der letzte Zeuge – serie TV, episodio 3x07 (2000)
- Dr. Sommerfeld - Neues vom Bülowbogen – serie TV, episodio 4x16 (2001)
- Der Narr und seine Frau heute Abend in Pancomedia, regia di Matthias Hartmann e Andreas Morell (2002)
- Was ist bloß mit meinen Männern los?, regia di Reto Salimbeni (2002)
- Stefanie (Für alle Fälle Stefanie) – serie TV, episodio 8x04 (2002)
- Siska – serie TV, episodio 5x07 (2002)
- Die Anstalt - Zurück ins Leben – serie TV, 9 episodi (2002, 2008)
- Zwei Profis – serie TV, episodio 1x10 (2003)
- Ina & Leo – serie TV (2004)
- Mein Chef und ich – serie TV, 8 episodi (2004-2005)
- Julia - La strada per la felicità  (Julia - Wege zum Glück) – serial TV, 290 puntate (2005-2007, 2008)
- Inga Lindström – serie TV, episodio 5x01 (2007)
- La nostra amica Robbie (Hallo Robbie!) – serie TV, 10 episodi (2008-2009)
- Hamburg Distretto 21 (Notruf Hafenkante) – serie TV (2008)
- Finalmente arriva Kalle (Da kommt Kalle) – serie TV, episodio 3x04 (2009)
- Squadra Speciale Colonia (SOKO Köln) – serie TV, episodio 6x05 (2009)
- La magnifica coppa (Für immer Venedig), regia di Michael Steinke (2009)
- Rosamunde Pilcher – serie TV, episodio 1x82 (2010)

## Programmi televisivi
- Casting About, regia di Barry J. Hershey (2004)
- Die Johannes B. Kerner Show, regia di Ladislaus Kiraly e Volker Weicker (2005)
- Menschen (2005)
- Ein Herz für Kinder (2005-2006)

## Doppiatrici italiane
- Selvaggia Quattrini in Julia - La strada per la felicità
- Perla Liberatori ne La nostra amica Robbie
- Federica De Bortoli in Inga Lindström